# 小杉光太郎
小杉 光太郎（こすぎ こうたろう）は、日本の漫画家、イラストレーター。男性。代表作の『普通の女子校生が【ろこどる】やってみた。』は、『まんが4コマぱれっと』（一迅社）2011年10月号から12月号までゲスト掲載された後、2012年4月号より2022年4月号まで連載され、2014年7月から9月までテレビアニメも放送された。

## 作品リスト

### 連載終了
- 普通の女子校生が【ろこどる】やってみた。

### イラスト
- うーさーのその日暮らし 夢幻編（第3話エンドカード）